# 目黒区立烏森小学校
目黒区立烏森小学校（めぐろくりつ からすもりしょうがっこう）は、東京都目黒区上目黒3丁目にある公立小学校。

## 沿革
- 1927年（昭和2年）9月1日 - 創立許可が降りる。
- 1928年（昭和3年）
  - 1月9日 - 中目黒・菅刈の各小学校より分かれて開校。
  - 2月10日 - 開校式挙行。
  - 11月3日 - 校旗制定。
- 1930年（昭和5年）2月10日 - 校歌制定。
- 1935年（昭和10年）10月1日 - 東京都烏森尋常小学校と改称。
- 1941年（昭和16年）4月1日 - 国民学校令により、東京市烏森国民学校と改称。
- 1945年（昭和20年）5月26日 - 戦災により校舎全焼。
- 1947年（昭和22年）
  - 2月28日 - 校舎落成式挙行。
  - 4月1日 - 学制改革により、東京都目黒区立烏森小学校と改称。
- 1961年（昭和36年）9月14日 - 体育館兼講堂完成。
- 1963年（昭和38年）4月13日 - 鉄筋校舎9教室完成。
- 1967年（昭和42年）2月10日 - 開校40周年記念式典挙行。
- 1968年（昭和43年）4月1日 - からすもり幼稚園併設。
- 1969年（昭和44年）3月30日 - プール完成。
- 1977年（昭和52年）11月7日 - 開校50周年記念式典挙行。
- 1978年（昭和55年）3月30日 - 鉄筋校舎完成。
- 1981年（昭和56年）4月 - 体育館付属施設が完成し、開放開始。
- 1987年（昭和62年）11月7日 - 開校60周年記念式典挙行。
- 1991年（平成3年）3月31日 - 体育館兼講堂及びプール完成。
- 1992年（平成4年）3月14日 - 校舎の耐震補強及び大規模改修完成。
- 1997年（平成9年）10月18日 - 開校70周年記念式典挙行。
- 2001年（平成13年）8月31日 - コンピュータ新機種導入。
- 2002年（平成14年）
  - 1月29日 - 開校75周年記念式典挙行。
  - 8月31日 - 普通教室冷房化工事完了。
- 2005年（平成17年）
  - 3月12日 - 芝生お披露目の会開催。
  - 4月6日 - 給食民間委託開始。
- 2006年（平成18年）4月1日 - 2学期制実施。
- 2007年（平成19年）3月13日 - 防犯カメラ設置。
- 2008年（平成20年）2月9日 - 開校80周年記念式典挙行。
- 2012年（平成24年）2月9日 - 開校85周年記念行事開催。
- 2013年（平成25年）4月1日 - 午前5時間制実施。
- 2017年（平成29年）12月9日 - 開校90周年記念式典挙行。

## 教育目標
「学び合い 高め合う からすもりの子」
- 心ゆたかでおもいやりのある子
- よく考えてすすんで行動する子
- 自ら課題をもち、主体的に学ぶ子ども
- からだも心もじょうぶな子
- 心身ともに健康で、最後まで粘り強くやりぬく子ども

## 通学区域と進学先中学校
出典

### 通学区域
- 東山1丁目（3番～9番・16番～21番・26番～29番）
- 青葉台1丁目（22番・23番・30番）
- 上目黒1丁目（16番～22番）
- 上目黒2丁目（46番～49番）
- 上目黒3丁目（1番～3番・6番～44番）
- 上目黒5丁目（5番～12番・18番・19番・26番～30番）

### 進学先中学校
公立学校に進学する場合
- 目黒区立東山中学校

## アクセス
- 東急バス「渋31」（下馬一丁目循環）・「黒09」（野沢龍雲寺循環）の各系統で、「寿福寺前」バス停下車後、徒歩約235m・約4分。
- 東急電鉄東横線・東京メトロ日比谷線中目黒駅から、徒歩約800m・約12分。
- 東急電鉄東横線祐天寺駅から、徒歩約900m・約14分。

## 学校周辺
- 社会福祉法人桑の実会桑の実中目黒保育園 - 敷地が隣接かつ、進級前保育園のひとつ。
- KKRホテル中目黒
- 目黒区役所烏森住区センター
- 社会福祉法人祐天寺福祉会上目黒桜祐保育園 - 進級前保育園のひとつ。
- ほかは、マンション・アパートなどの住宅が広がる。